# Karlö församling
Karlö församling är en församling i Uleåborgs stift i Evangelisk-lutherska kyrkan i Finland. Församlingens namn på finska är Hailuodon seurakunta, och den omfattar ön Karlö, utanför Uleåborg.  
Församlingen bröt sig ur Salo församling omkring 1573 och bildade ett eget pastorat.

## Series pastorum
| Ämbetstid    | Namn                       | Levnadstid | Övrigt |
| ------------ | -------------------------- | ---------- | ------ |
| 1587-1601    | Thomas Laurentii Paldanius |            |        |
| 1604-1615    | Ericus Henrici Frosterus   |            |        |
| 1616-        | Henricus Erici Frosterus   |            |        |
| 1618-1625    | Marcus Amundi              |            |        |
| 1625-ca 1646 | Sigfridus Canuti           | -ca 1646   |        |